# Tipula (Formotipula) laosica
Tipula (Formotipula) laosica is een tweevleugelige uit de familie langpootmuggen (Tipulidae). De soort komt voor in het Oriëntaals gebied.